# Ludwig Maurer (Koch)
Ludwig Maurer, auch Lucki Maurer, (* 14. November 1980) ist ein deutscher Koch, Kochbuchautor, Metal-Bassist und Züchter von Bio-Wagyū-Rindern.

## Leben
Ludwig Maurer wuchs als Sohn einer Gastronomen- und Wirtsfamilie im Bayerischen Wald auf. Die Familie betreibt noch das Hotel Waldschlößl in Neukirchen beim Heiligen Blut. Maurer lebt mit seiner Frau Stephanie in Rattenberg (Niederbayern), wo sich auch der Sitz seines Catering-Unternehmens und seiner Bio-Wagyū-Rinder-Zucht befindet.
Im Jahr 1996 begann Ludwig Maurer seine Kochlehre. Später folgte die Ausbildung zum Hotelfachmann und eine staatliche Prüfung zum Küchenmeister. Ab 2003 arbeitete Maurer über 10 Jahre lang für Stefan Marquard. Heute betreibt er das Catering-Unternehmen „Ludwig Maurer's MEATing Point“. Ein anderer Schwerpunkt ist das kombinierte Unternehmen „Stoi“, das aus einem Shop, einer Gastronomie für Events und Lehrküche für Kochkurse in einem renovierten 300-jährigem Gebäude besteht. Die unter demselben Dach untergebrachte Vinothek umfasst ein nicht vollständiges, eigenwilliges Angebot in Preisklassen von sehr günstig bis zu hochpreisigen klassifizierten Bordeauxweinen.
Maurer ist seit 1997 Frontmann und Gitarrist der Black-Metal-Band Seasons in Black.
2008 gründete Maurer Europas erste Bio-Wagyū-Rinder-Zucht. Die Zucht umfasst ca. 90 Tiere.

## Fernsehauftritte
- 2010: Marquards Ess-Klasse, DMAX, komplette Staffel
- 2011: Kochen mit Knall, kabel eins, komplette Staffel
- 2015/16: The Taste, Sat.1
- 2015: Beef Buddies, zdfneo
- 2016: In 80 Steaks um die Welt, Dokumentation in zwei Teilen auf n-tv
- 2020: Lebenslinien – Menschen im Porträt: Der Koch, der noch nicht sterben wollte,[7] BR Fernsehen
- 2021, 2022: Kitchen Impossible, VOX
- 2021, 2023: Grill den Henssler, VOX
- 2024: Kühlschrank öffne Dich - im Team mit Matthias Gfrörer, Sat 1

## Werke
- Fleisch: Rezepte und Praxiswissen zu besonderen Fleischstücken. Matthaes Verlag, Stuttgart 2015, ISBN 978-3-87515-093-3.
- Rind complete: from nose to tail – Das Kochbuch. Matthaes Verlag, Stuttgart 2016, ISBN 978-3-87515-413-9.
- mit Heiko Antoniewicz und Michael Podvinec: Veredelung von Fleisch, Fisch und Gemüse. Matthaes-Verlag, Stuttgart 2017, ISBN 978-3-87515-422-1.
- Christoph Brand: Grillen mit Christoph Brand: Fleisch, Fisch, Gemüse, Dessert - featuring Ludwig Maurer, Xiao Wang, Heiko Schulz, Veronique Witzigmann und Hannes Arendholz. Edition Michael Fischer, München 2017, ISBN 978-3-86355-721-8.
- mit Heiko Antoniewicz: Wilder Wald: Das Kochbuch. Matthaes-Verlag, Stuttgart 2019, ISBN 978-3-87515-438-2.

## Auszeichnungen
- 2015: Gourmand World Cookbook Award, für Fleisch: Rezepte und Praxiswissen zu besonderen Fleischstücken[8]
- 2015: Silbermedaille der gastronomischen Akademie Deutschland, Kategorie Kochen und Lebensmittel, für Fleisch: Rezepte und Praxiswissen zu besonderen Fleischstücken[9]
- 2017: Silbermedaille der gastronomischen Akademie Deutschland, Kategorie Produktbezogene Küche, für Rind Complete[10]